# Trần Ngọc Lương
Trần Ngọc Lương là một Phó giáo sư, tiến sĩ y khoa, Bác sĩ Ngoại khoa Việt Nam. Ngày 4 tháng 7 năm 2019, Tổ chức Kỷ lục Việt Nam đã trao chứng nhận Kỷ lục Việt Nam cho ông với thành tích "Người có công trình nghiên cứu khoa học về kỹ thuật mổ nội soi tuyến giáp được ứng dụng, chuyển giao, đào tạo trong nước và nước ngoài nhiều nhất".

## Tiểu sử
Ông sinh ngày 25 tháng 3 năm 1961 trong một gia đình nông dân nghèo tại xã Xuân Thành - huyện Xuân Trường (Nam Định)
Năm 1978, ông thi đậu vào Trường Đại học Y Hà Nội. Sau khi tốt nghiệp, ông được phân công về Khoa ngoại Bệnh viện Bạch Mai. Trong thời gian làm việc tại đây, Trần Ngọc Lương có thời gian dài được cử sang Pháp làm bác sĩ nội trú, rồi trở thành chuyên gia y tế tại Quân y viện Mareb, Cộng hòa Yemen.
Cuối năm 2001, ông được phân công sang Bệnh viện Nội tiết trung ương với nhiệm vụ thành lập Khoa ngoại. Đảm nhiệm vai trò đứng đầu một khoa mới thành lập của bệnh viện, vừa có nhiệm vụ truyền đạt kiến thức, kinh nghiệm trong những năm làm việc tại Bệnh viện Bạch Mai và các bệnh viện quốc tế. Với những cống hiến lớn lao cho sự phát triển của đơn vị, năm 2005 ông vinh dự được giao trọng trách Phó Giám đốc Bệnh viện Nội tiết trung ương và Giám đốc Bệnh viện Nội tiết trung ương vào năm 2016.

## Thành tựu nghiên cứu
Với sự mày mò sáng tạo, ông đã cho ra đời kỹ thuật riêng về mổ mở cải tiến rất nhiều so với kỹ thuật mổ mở truyền thống mà ông đã được học ở Pháp. Ông không sử dụng kỹ thuật kẹp cắt, khâu truyền thống khi cắt tuyến giáp mà sử dụng dao điện. Từ năm 2008, ông sử dụng dao cắt đốt siêu âm. Phương pháp này đã giúp giảm tối đa chi phí và mang lại hiệu quả cao khi rút ngắn thời gian phẫu thuật, an toàn và mang tính thẩm mỹ cao. Kỹ thuật này đến nay đã trở thành niềm tự hào của nền y học Việt Nam. Ưu việt của phương pháp này là đường mổ từ nách hoặc ngực chỉ rộng 0,5 – 1 cm, đem lại hiệu quả thẩm mỹ rất tốt cho bệnh nhân, đặc biệt là bệnh nhân nữ (trong khi, với phương pháp mổ hở (cũ), vết sẹo thường dài 8 đến 12 cm ở cổ người bệnh). Có thể nói, phương pháp này đáp ứng các tiêu chí nhanh, an toàn và hiệu quả, tiết kiệm chi phí. Phẫu thuật viên chỉ cần sử dụng dụng cụ mổ nội soi ổ bụng thông thường, không cần dụng cụ chuyên biệt. Kỹ thuật này áp dụng cho tất cả bệnh lý của Tuyến giáp như bướu nhân, Basedow, Ung thư tuyến giáp, có thể mổ được những bướu lớn mà không cần phải cắt bất cứ cơ cổ trước nào.
Phó giáo sư, tiến sĩ Trần Ngọc Lương bắt đầu chuyển giao kỹ thuật này cho một bệnh viện ở Malaysia và nhận đào tạo, chuyển giao kỹ thuật nội soi tuyến giáp từ năm 2009. Kỹ thuật này cũng được chuyển giao, đào tạo trong và ngoài nước nhiều nhất Việt Nam, mở ra một hướng mới trong việc điều trị các bệnh lý về tuyến giáp. Đã có nhiều bác sĩ các nước trong khu vực và trên thế giới như: Úc, Bồ Đào Nha, Singapore, Malaysia, Indonesia, Philippines, Thái Lan, Pakistan, Ấn Độ, Ả Rập Xê Út... tới Bệnh viện Nội tiết Trung ương để học tập kỹ thuật "Dr Lương". Ở trong nước, ông cũng thuyết trình và chuyển giao kỹ thuật này cho trên 30 bệnh viện trong cả nước cử bác sĩ đến học và triển khai mổ thành công cho gần 20.000 bệnh nhân bằng phương pháp phẫu thuật ưu việt này.
Công trình "Ứng dụng phẫu thuật nội soi điều trị một số bệnh lý tuyến giáp" của ông được vinh dự là một trong 10 thành tựu y học lớn nhất của ngành y tế Việt Nam. Kỹ thuật mổ của ông cũng lọt vào một trong những công trình khoa học được vinh danh tại lễ trao giải Nhân tài Đất Việt năm 2014. Đây cũng là đề tài đạt loại xuất sắc của chương trình KC10-15 của Bộ Khoa học và Công nghệ Việt Nam và là phương pháp được vinh danh là một trong những thành tựu lớn của ngành Y tế

## Khen thưởng
Huân chương Lao động hạng Ba năm 2014
Huân chương Lao động hạng Nhì năm 2019
"Người có công trình nghiên cứu khoa học về kỹ thuật mổ nội soi tuyến giáp được ứng dụng, chuyển giao, đào tạo trong nước và nước ngoài nhiều nhất". (Ngày 4 tháng 7 năm 2019)
Danh hiệu Anh hùng lao động thời kỳ đổi mới (Ngày 29 tháng 12 năm 2020)